# Joanne (singolo Lady Gaga)
Joanne è un singolo della cantante statunitense Lady Gaga, il terzo estratto dall'album omonimo e pubblicato il 22 dicembre 2017 per il mercato italiano.
Nel gennaio 2018 ne è stata presentata una versione acustica al pianoforte, intitolata Joanne (Where Do You Think You're Goin'?), che ha ricevuto un Grammy Award nella categoria di miglior interpretazione pop solista.

## Descrizione
Scritta dalla cantante stessa insieme a Mark Ronson e da loro prodotta insieme a BloodPop, si tratta di una dedica rivolta alla zia deceduta della cantante, Joanne Germanotta, morta nel 1974 a causa del lupus eritematoso sistemico. Musicalmente la canzone è stata descritta come una ballata acustica; il sito Rockol ritiene il brano vicino all'indie rock e al country rock.

## Video musicale
Il video musicale è stato pubblicato il 26 gennaio 2018 attraverso il canale YouTube della cantante. Per l'occasione il brano è stato riadattato in una versione acustica al pianoforte, intitolata Joanne (Where Do You Think You're Goin'?).

## In altri media
La canzone è apparsa nel documentario della cantante Gaga: Five Foot Two, durante una scene dove lei e il padre fanno visita a sua nonna per fargliela ascoltare. Il padre non regge le emozioni ed esce dalla stanza, mentre la nonna si congratula con la nipote.

## Tracce
1. Joanne (Where Do You Think You're Goin'?) (Piano Version) – 4:39

## Formazione
Musicisti
- Lady Gaga – voce, percussioni
- Mark Ronson – chitarra, basso, strumenti ad arco, tastiera
- Harper Simon – chitarra
- BloodPop – base ritmica, tastiera

Produzione
- Lady Gaga – produzione
- Mark Ronson – produzione
- BloodPop – produzione
- Joshua Blair – registrazione
- Dave Russell – registrazione
- Justin Smith – registrazione
- Johnnie Burik – assistenza alla registrazione
- David "Squirrel" Covell – assistenza alla registrazione
- Charley Pollard – assistenza alla registrazione
- Tom Elmhirst – missaggio
- Brandon Bost – assistenza al missaggio
- Joe Visciano – assistenza al missaggio

## Classifiche
| Classifica (2018) | Posizione massima |
| ----------------- | ----------------- |
| Francia           | 190               |
| Grecia            | 82                |